# Menhir de la Boilière

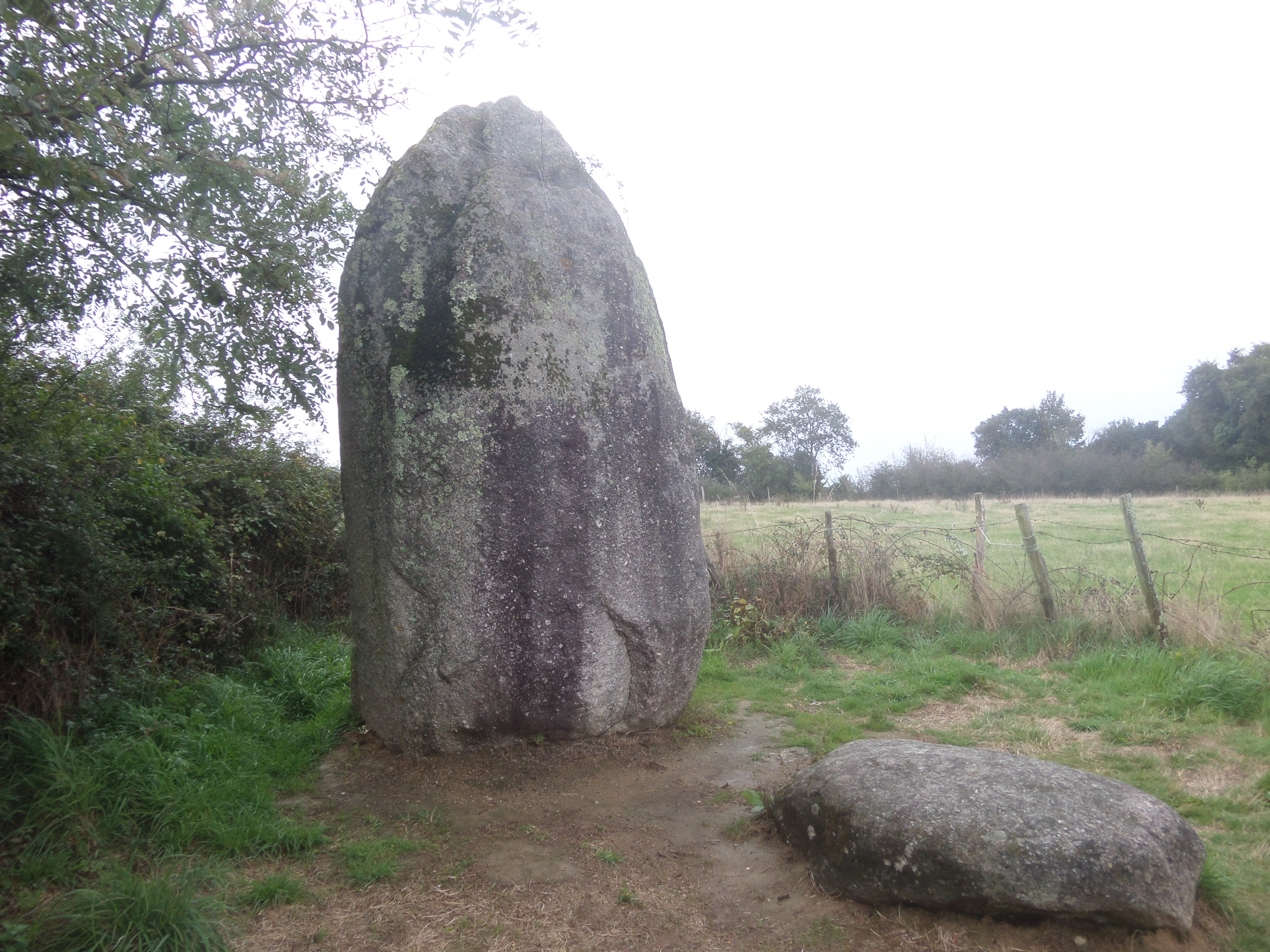
Menhir de la Boilière

Der Menhir de la Boilière (auch Boitiére) ist ein Menhir in Avrillé im Département Vendée in Frankreich. Er wurde 1889 unter Denkmalschutz gestellt.
Über den Menhir berichtet Marcel Baudouin (1860–1941) bereits zu Beginn des 20. Jahrhunderts. Er fiel im Winter 1962–1963 in einen Teich und wurde mit Erde bedeckt und 1986 von Gerard Bénéteau (geb. 1946) wiederentdeckt. Der Menhir ist aus lokalem Granitgestein und hat eine Höhe von 4,7 m mit einem Gewicht von 25 t. Die Ausgrabung ermöglichte es, am Fuß seine ursprüngliche Fundamentierung und einige Feuersteine zu finden, einschließlich einer Pfeilspitze.
Der Menhir wurde in den 1980er Jahren mit Hilfe von Kränen wieder aufgestellt, nachdem er manuell nicht aufgerichtet werden konnte.
Ein 1,8 m langer Granitblock liegt in der Nähe auf dem Boden. Es hat drei Schälchen und Rillen, aber letztere sind moderne Spuren einer Pflugschar.